# Сянцзеси

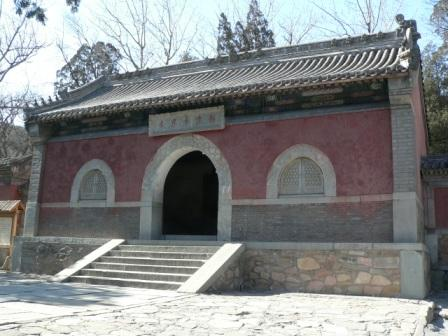
Сянцзеси

Сянцзеси (кит.: 香界寺) — буддійський монастир, найбільший в пекінський парковій зоні Бадачу храмовий комплекс. Назва перекладається як «Монастир «Світ пахощів».

## Історія
Точна дата заснування монастиря невідома. За однією з версій, заснований в епоху Тан або Юань. Спочатку називався Пінпо дадзеси («Плаский схил Дайгакудзі»). В часи Мін дістав назву Да Юаньтун-си (Великий монастир Юаньтун). За правління цінського імператора Кансі називався Шенганьси (Монастир розуміння). Лише за імператора Цяньлуна цій культовій споруді надано теперішню назву.
Декілька разів перебудовувався: в 1425 (час династії Мін), в 1678 і 1748 роках (обидва за часів династії Цін за наказами Кансі й Цяньлуна).

## Опис
Загальна площа близько 20 га. Розташований уздовж центральної осі з півдня на північ. Його повернуто на південь. Сянцзе (香界) перекладають як «світ пахощів», «ароматні межі». У переносному сенсі так називають буддійський храм, який дійсно сповнений ароматом пахощів.
Монастир Сянцзе — найбільший в Бадачу і колись служив літньою резиденцією імператорської родини. На його території, розділеній на 5 дворів, чимало святинь та історичних реліквій. На території монастиря є чайна.
Перед Залом Небесних царів стоять дві башти: Барабанна і Дзвінична. Між ними — стара сосна заввишки близько 15 м, вік якої понад 500 років. Її називають Лунсун («Сосна дракона» 龙松), оскільки її переплетені гілки подібні дракону, що гойдається на хвилях.
У третьому дворі знаходяться гроти і альтанки зі статуями святих. Тут же зі східного боку росте велика магнолія, посаджена за часів династії Мін.